# Consell General del Calvados

Logo del Consell General

El Consell General de Calvados és l'assemblea deliberant executiva del departament francès del Calvados, a la regió de Normandia.
La seu es troba a Caen i des de 2011 el president és Jean-Léonce Dupont (NC).

## Presidents del consell
| Nom                   | Dates de mandat | Partit                                                     |
| --------------------- | --------------- | ---------------------------------------------------------- |
| Henry Chéron          | 1911-1936       | ?                                                          |
| Jean Boivin-Champeaux | 1936-?          | ?                                                          |
| Pierre Gamare         | 1958-1967       | CNIP                                                       |
| Louis Tesnière        | 1967-1970       | DVD                                                        |
| Robert Bisson         | 1970-1979       | UDR                                                        |
| Michel d'Ornano       | 1979-1991       | UDF                                                        |
| Anne d'Ornano         | 1991-2011       | UDF després DVD                                            |
| Jean-Léonce Dupont    | 2011-           | Els Centristes després Unió dels Demòcrates i Independents |